# Marco Carvalho
Marco Paulo Carvalho Percovich (Montevideo, 17 gennaio 1979) è un ex cestista uruguaiano con cittadinanza italiana.
È stato membro della nazionale uruguaiana.